# Dália Madruga
Dália Madruga (Lisboa, Portugal, 2 de fevereiro de 1979) é uma atriz e assessora de comunicação portuguesa.
Começou como manequim aos 17 anos.
Em 1998 participou no filme "Tráfico" de João Botelho. Também participou em pequenas séries da RTP1, co-produzidas com a SP Televisão: Liberdade 21 e Voo Directo. Foi repórter do programa Só Visto!. 
Desde 2015 é responsável pela comunicação do Centro de Ciência do Café, em Campo Maior.

## Vida pessoal
É irmã da atriz Núria Madruga.
Foi casada com João Fernandes, com quem teve um filho chamado João Madruga (17 de Agosto 2007). Dália Madruga casou-se em segredo no Alentejo com Bernardo Sousa a 18 de Setembro de 2010 numa cerimónia simbólica que teve lugar na Capela da Azaruja, perto de Évora. Separaram-se pouco tempo depois com acusações mútuas de traição. Em 2015 casou-se com o toureiro Marcos Nabeiro Tenório, com quem teve três filhos: Clara (17 de novembro de 2014), Alice (5 de junho de 2017) e Joaquim (22 de agosto de 2021). 